# 魏萌
魏萌（1989年6月14日—），山东莱州人，中国女子射击运动员，主攻飞碟项目。她的姐姐魏宁同样也是射击运动员。

## 生平
魏萌是山东省烟台市莱州市夏邱镇人，练习射击是受到其姐姐的影响，2002年，她从莱州体校转到烟台射击射箭运动中心开始参加射击步枪运动员训练。她一开始练习的是步枪项目，直到2006年，她入选山东省射击队，从那时起她开始主攻飞碟项目。2010年，魏萌入选国家队，同年她参加了在广州市举办的亚运会，她在该届亚运期间联同姐姐以及另一名国家队队员张山获得了团体定向飞靶的金牌。
2016年里约奥运会女子定向飞靶比赛中，魏萌在资格赛中名列第一，但在半决赛中位列第三晋级铜牌赛，比赛通过附加赛，她不敌美国选手金伯莉·罗德，最终位列第四。2018年亚运会射击比赛定向飞靶小项中，她以54中的成绩获得银牌。
2021年7月26日，东京奥运会射击女子双向飞碟比赛上，魏萌以50中46的成绩，摘得铜牌。